# 東北ラジオあさいちばん
東北ラジオあさいちばん（とうほくらじおあさいちばん）は、NHK仙台放送局をはじめとする東北地方のNHKラジオ第1放送で、月曜から土曜の7:40から8:00まで生放送していた地域情報番組。
1999年4月1日に放送開始
2013年5月28日からNHKネットラジオ らじる★らじるにて全国で聴取できた。
2015年3月28日の放送をもって終了し、3月30日からは、『マイあさラジオ東北』とタイトルを改め番組内容をそのまま引き継いで放送している。

## 放送内容
- 7:40〜　オープニング
- 7:41頃　東北地方の交通情報
- 7:43頃　音楽
- 7:45頃　曜日別コーナー（各地と電話をつないで話題を伝える）
  - (月)　コミュニティFMホットライン
  - (火)(水)(木)　町から村から　　　　
  - (金)　健康情報（事前に収録したものを放送する。聞き手は加藤成史アナ）
  - (土)　ウィークエンド情報
- 7:52頃　東北地方の気象情報・ニュース
- 7:58頃　音楽・エンディング

## キャスター
- 進行は、NHK仙台放送局の泊まり勤務のアナウンサーが担当する。